# Salvatore Lo Piccolo
Salvatore Lo Piccolo Riggi fils de Salvatore Riggi originaire de Caltanisetta en Sicile, frère aîné d'une famille de 9 enfants, dit « le Baron » (il Barone), né le 20 juillet 1942 à Palerme, est un chef de la mafia sicilienne, un capo de la Cosa Nostra à Palerme. Il fut Capo de Tutti Capi de 2006 à 2007.

## Biographie
Salvatore Lo Piccolo, aussi connu sous le sobriquet « u vascu », qui signifie « Le Vieux » ou « L'Ancien », est un mafieux sicilien et un des chefs les plus puissants de Palerme. Lo Piccolo gravit la hiérarchie de la mafia en 1982 après l'assassinat de son chef Rosario Riccobono, pour devenir chef de canton (capo-mandamento) de San Lorenzo au début des années 1990, en remplacement de Salvatore Biondino qui fut arrêté le 15 janvier 1993 en compagnie de Salvatore Riina. Lo Piccolo était considéré comme fugitif depuis 1983. Il est condamné à perpétuité par contumace pour assassinat et association mafieuse en 2001. 
La fortune de Lo Piccolo provenait de ses différentes activités : le trafic international de cocaïne, l'extorsion, le détournement de fonds publics nationaux ou européens. Il investissait la plupart de ses bénéfices dans l'économie légale, notamment dans une usine de fabrication de dentelle à San Lorenzo. Lo Piccolo continua la politique de Provenzano de pacification des relations avec l'État italien ainsi que l'arbitrage de conflit entre factions rivales mafieuses. En tant que parrain, Lo Piccolo avait augmenté ses revenus de 100 % et gagnait par conséquent 40 000 €/mois. À l'époque, ses hommes étaient payés entre 3 000 et 5 000 €/mois. Le clan de Lo Piccolo s'occupait de la gestion des contrats de construction de routes. Salvatore Lo Piccolo fut successeur de l'ancien Capo di tutti capi de la Cosa Nostra, Bernardo Provenzano (arrêté le 11 avril 2006), après l'éviction de Matteo Messina Denaro. 
Son aire d'influence se concentrait dans la partie nord-ouest de Palerme, dans les quartiers de le Zen, Sferracavallo, Partanna-Mondello et sur les municipalités de Capaci, les îles de la Femmine, Carini, Villagrazia Carini et sur certaines régions de la province de Trapani.
En février 2006, la police italienne, sous la direction du procureur Roberto Scarpinato, saisit pour plus de 150 millions € de propriétés et de comptes bancaires appartenant à Salvatore Lo Piccolo et Bernardo Provenzano.

## Arrestation
La police soupçonnait Lo Piccolo d'avoir pris le contrôle de la mafia palermitaine jusqu'à sa propre arrestation le 5 novembre 2007 à Giardinello, en Sicile, avec son fils Sandro Lo Piccolo, né le 16 février 1975 et recherché depuis 1998, et Andrea Adamo et Gaspare Pulizzi, chef de canton respectif (capo mandamento) de Brancaccio et Carini. 
Salvatore Lo Piccolo avait des liens avec la mafia italo-américaine, notamment la Famille Gambino.